# Розвідувальна сітка
Сітка розвідувальна (рос. сетка разведочная, англ. exploration net, нім. Erkundungsnetz n) – система розміщення розвідувальних виробок, які в залежності від умов залягання гірських порід і тіл корисної копалини розташовують рядами або по кутах геометричних фігур. Існують квадратні, прямокутні, трикутні, ромбічні С.р. Розміри С.р. залежать від геолого-промислових особливостей родовища, а також стадії розвідки. 